# Abdias Schneider
Abdias Schneider (* vor 1673; † 1733) war ein deutscher Organist und Kirchenmusikdirektor, der in Ansbach wirkte.

## Leben
Das genaue Geburtsdatum Schneiders ist nicht bekannt. Erstmals erwähnt wurde sein Name 1673 im Zusammenhang mit der Taufe seines Sohnes, des späteren Komponisten Conrad Michael Schneider. 1706 war er als Gutachter für den Orgelbau der Johanneskirche in Crailsheim bestellt. Er war zu dieser Zeit Ansbacher Stadt- und Stiftsorganist.